# Amalienbrücke

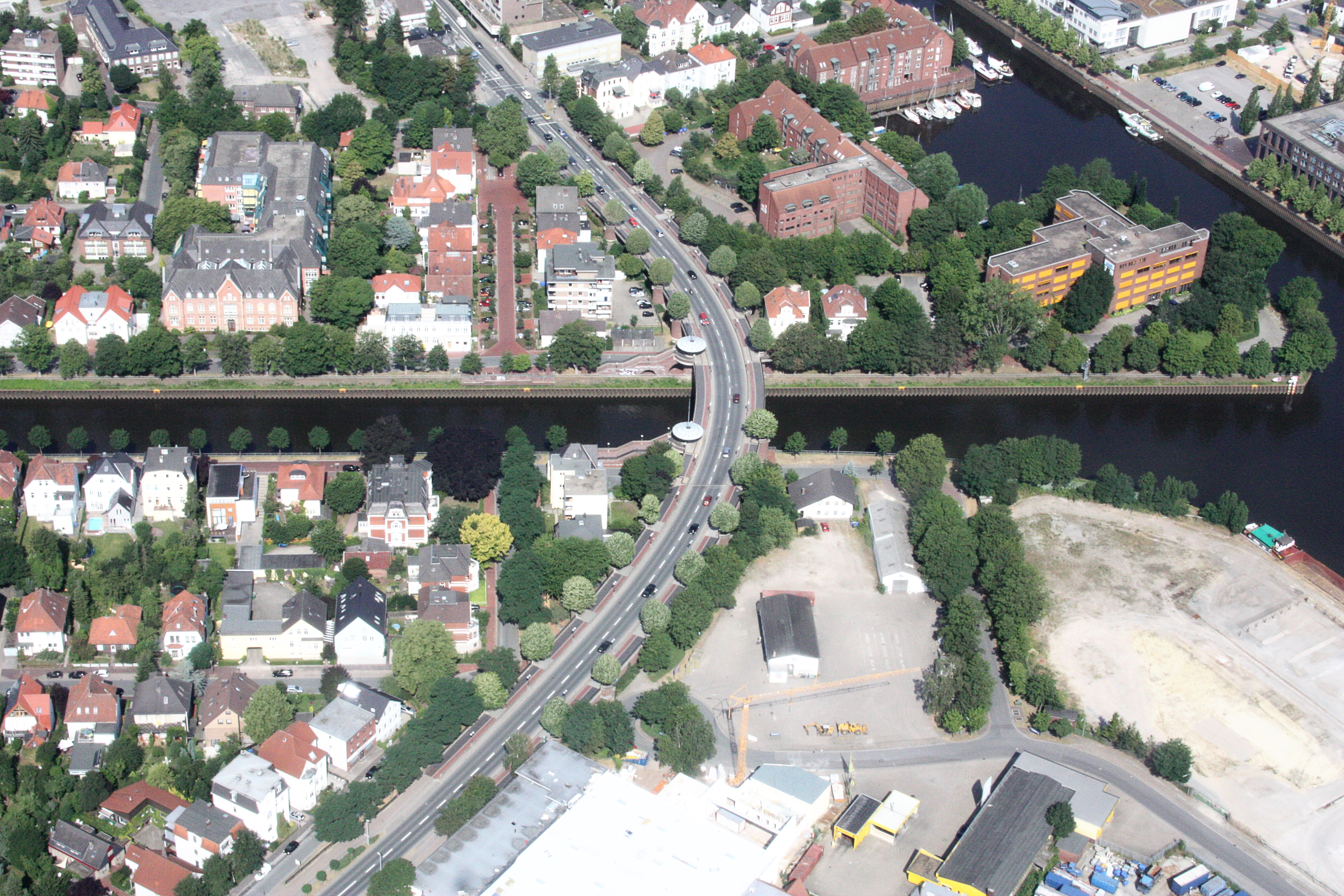
Amalienbrücke aus der Luft

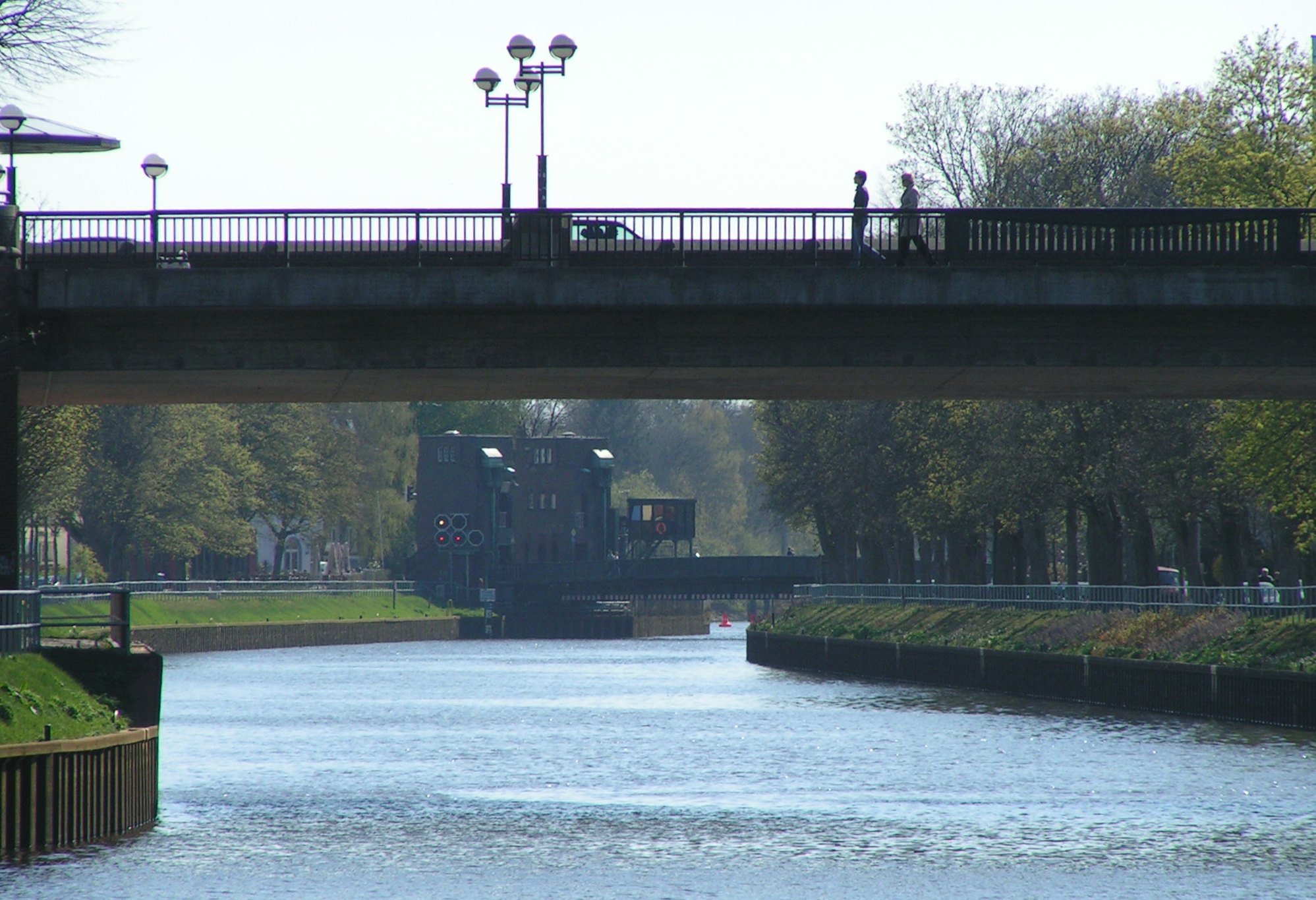
Küstenkanal mit der Amalienbrücke (vorne) und der Cäcilienbrücke (hinten)

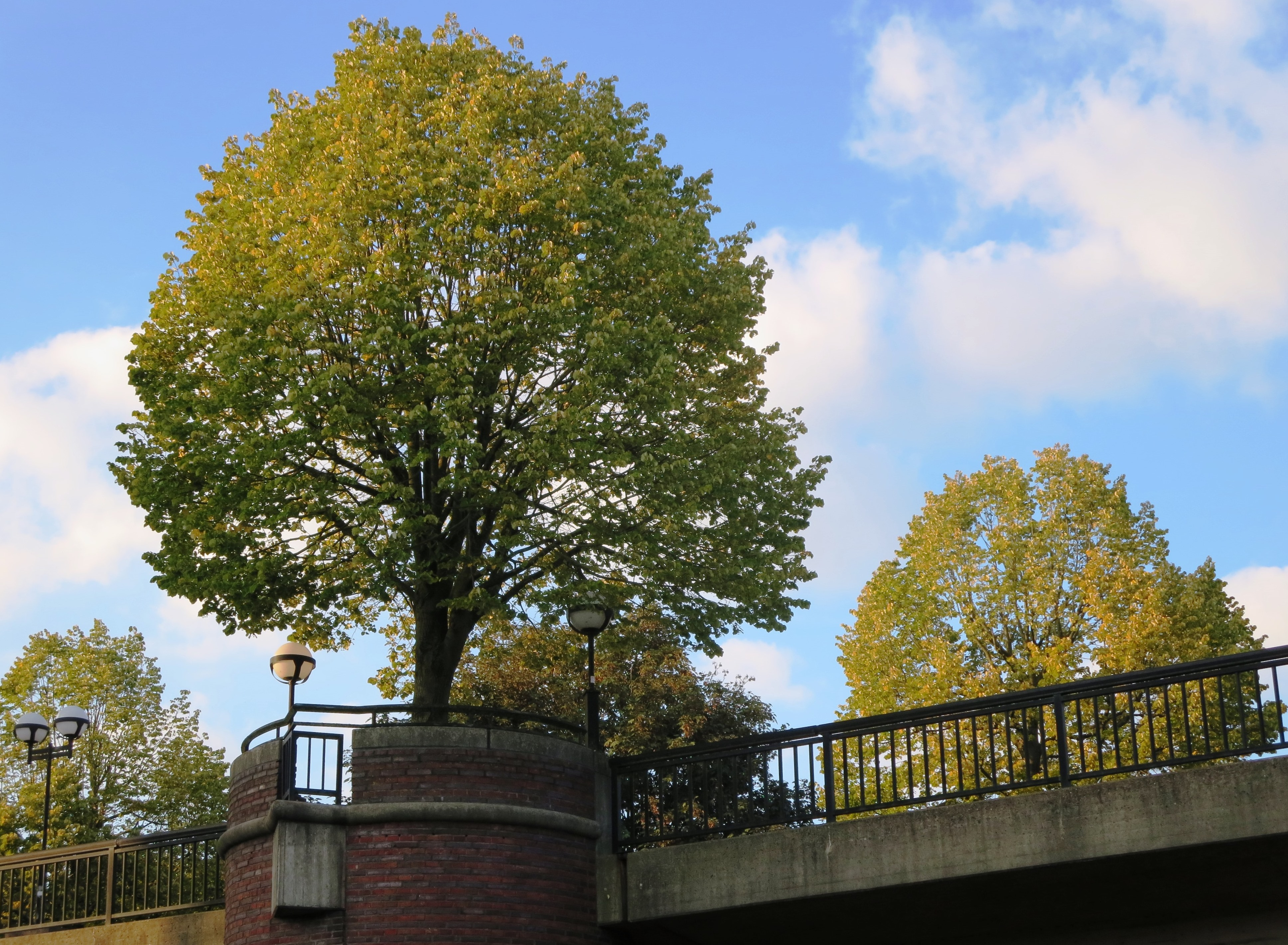
Silberlinden auf der Amalienbrücke

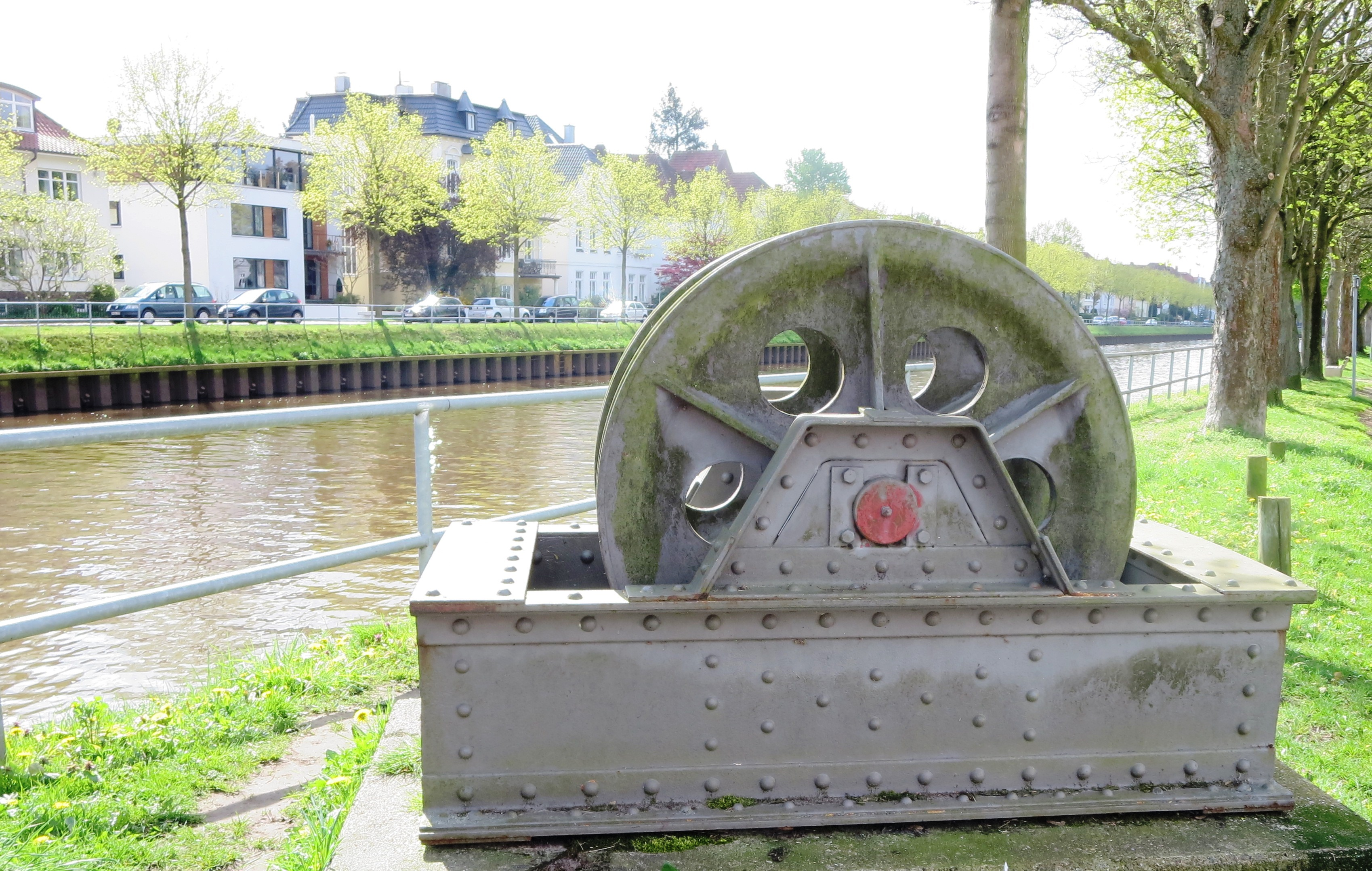
Seilrolle der ehem. Amalienbrücke, im Hintergrund die Uferstraße

Die Amalienbrücke ist eine Straßenbrücke über die Hunte in Oldenburg. Wie auch bei der benachbarten Cäcilienbrücke wurde die Brücke mehrfach neu erbaut, dabei jedoch der Name beibehalten.
Die Brücke ist benannt nach Amalie von Oldenburg.

## Geschichte

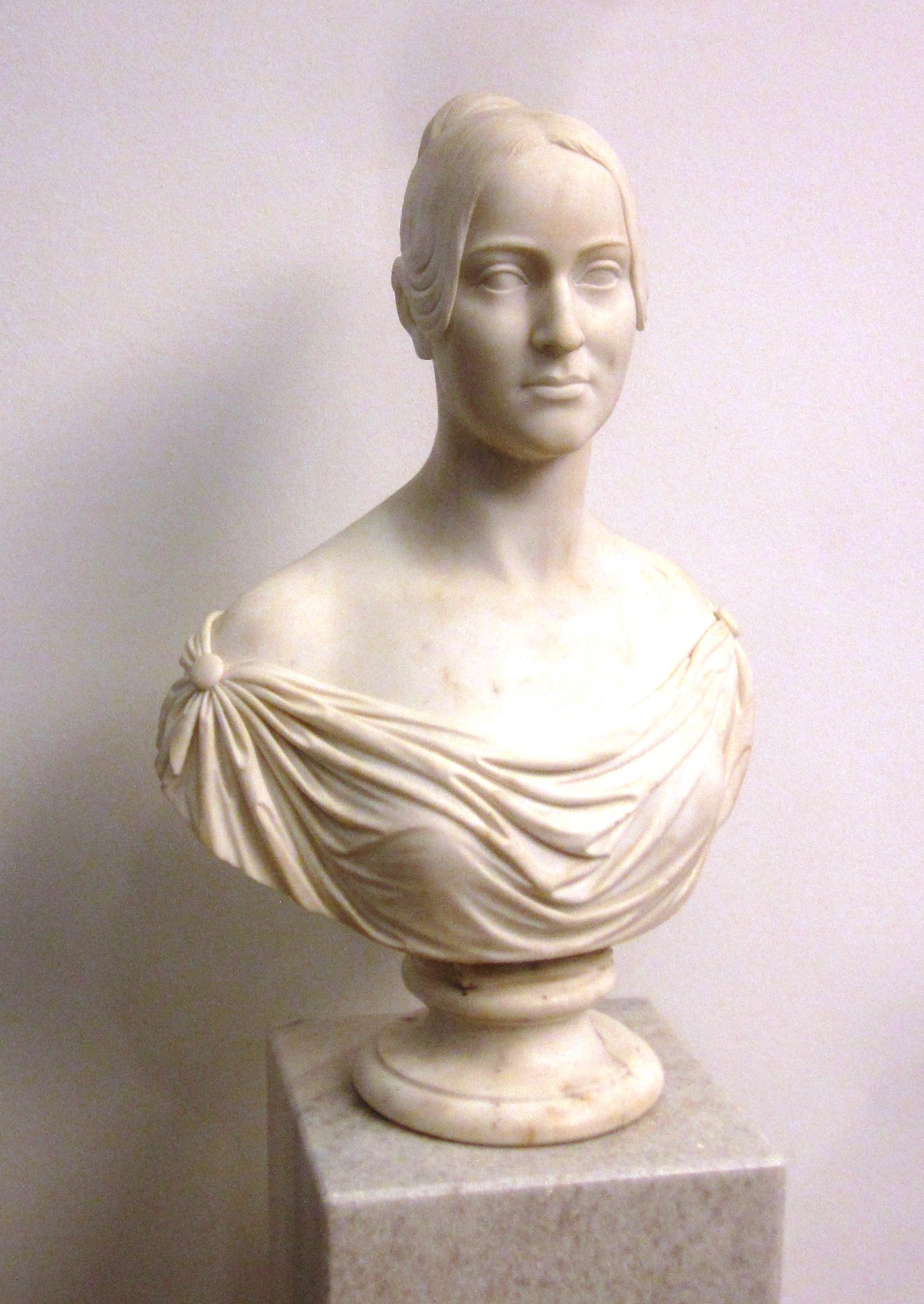
Die Namensgeberin Amalie von Oldenburg als Büste von Heinrich Max Imhof

Amalienbrücke hieß zunächst eine historische Brücke über die Hunte zwischen der Poststraße und der westlichen Amalienstraße. Diese Brücke wurde nach Verrohrung des Brückenabschnitts um 1930 abgebrochen.
Schon vor 1930 hatte sich für die Brücke am östlichen Ende der Amalienstraße, die über den Küstenkanal (vorher  Hunte-Ems-Kanal) führte, die Bezeichnung Amalienbrücke gebildet.  Ein Vorläufer  dieser Brücke wurde 1893 errichtet, um die Cäcilienbrücke zu entlasten, die damals die einzige Verbindung zwischen der Oldenburger Innenstadt mit ihrem neu errichteten Bahnhof und dem Stadtteil Osternburg darstellte.
Die  Amalienbrücke von 1893 war eine aus Holz und Stahl gebaute Zugbrücke. Im Rahmen des Baus des Küstenkanals wurden die Amalienbrücke und die Cäcilienbrücke 1926 abgerissen und durch baugleiche  Hubbrücken ersetzt. Beide Brücken wurden  vor dem Einmarsch alliierter Truppen im Frühjahr 1945 funktionsuntüchtig gemacht. Erst 1950 war die Amalienbrücke wiederhergestellt.
Mit der verstärkten Frequentierung durch den motorisierten Straßenverkehr im Laufe der 60er/70er erwiesen sich beide Brücken als umständliche Verkehrshindernisse. Ab 1978 wurde mit dem Bau einer neuen Amalienbrücke begonnen. Diese lag ein wenig weiter flussabwärts der alten Brücke. Am 2. Juni 1980 wurde die neue Amalienbrücke eröffnet. Die alte Brücke wurde im August 1980 abgerissen.

## Die Brücke
Im Gegensatz zur Cäcilienbrücke ist die aktuelle Amalienbrücke eine durchgängige Brücke. Eine lange Auffahrt führt die Fahrbahn bis in ca. 8 m Höhe über dem Kanal und ermöglicht damit auch Binnenschiffen eine Durchfahrt. Die Brücke gehört auf ganzer Länge zur Amalienstraße, die sich auf beide Ufer der Hunte erstreckt. Die Fahrbahn umfasst zwei Fahrstreifen und auf jeder Seite je einen breiten Fuß- und Radweg. Von den Fuß- und Radwegen aus sind über Treppen die Kanalstraße am linken sowie die Uferstraße am rechten Flussufer erreichbar, die die Amalienbrücke ebenfalls überquert.
Die Brücke ist die letzte Huntebrücke, die den Fluss in Ost-West-Richtung überquert.